# République fédérative socialiste de Yougoslavie
29 novembre 1945 – 27 avril 1992
(46 ans, 4 mois et 29 jours)
Entités précédentes :
- Royaume de Yougoslavie (1941)
- État indépendant de Croatie
- Troisième Reich
- Royaume d'Italie
- Gouvernement de salut national serbe
- Royaume albanais
- Royaume de Bulgarie
- Royaume de Hongrie
- Territoire libre de Trieste (1954)

Entités suivantes :
- Slovénie (25/06/1991)
- Croatie (25/06/1991)
- Macédoine (08/09/1991)
- Bosnie-Herzégovine (01/03/1992)
- République fédérale de Yougoslavie (27/04/1992)

La république fédérative socialiste de Yougoslavie (plutôt que république fédérale socialiste de Yougoslavie) ou RFSY, ou encore RFS de Yougoslavie, est le deuxième et dernier nom officiel employé par la Yougoslavie durant la période allant de 1945 à 1992, alors que le pays était dominé par la Ligue des communistes de Yougoslavie et, jusqu'à sa mort en 1980, par la personne du maréchal Tito (d'abord chef du gouvernement, puis chef de l'État, et enfin président à vie).
La Yougoslavie de Tito a eu la particularité, en tant qu'état communiste (autoproclamé « démocratie populaire »), de maintenir durant l'essentiel de la guerre froide une politique de neutralité. Lors de la rupture Tito-Staline en 1948, la Yougoslavie sortit du bloc de l'Est et ne fut jamais membre du pacte de Varsovie. Elle participa à la fondation du Mouvement des non-alignés en devenant l'un des principaux membres, et maintient une politique d'ouverture vis-à-vis de l'Europe occidentale notamment sur le plan de la circulation des personnes, étant l'unique État de ce type situé à l'est du rideau de fer tandis qu'à l'ouest il y en avait plusieurs (Suède, Finlande, Suisse et l'Autriche). En effet le « rideau de fer », constitué de miradors, de fossés minés, de clôtures électrifiées et de postes de tir automatisés, se trouvait bien sur les frontières entre la Yougoslavie et la Roumanie, la Hongrie et la Bulgarie,

## Noms
Cet État a eu deux noms officiels :
- le 29 novembre 1945, la « république populaire fédérative de Yougoslavie » (Federativna Narodna Republika Jugoslavija) est officiellement proclamée, après l'abolition officielle de la monarchie ;
- le 7 avril 1963, le pays prend le nouveau nom officiel de « république fédérative socialiste de Yougoslavie » (Socijalistička Federativna Republika Jugoslavija), qu'il conserve jusqu'au 27 avril 1992 et à l'abandon officiel de toute référence au socialisme.

Les termes de « Yougoslavie communiste », « Yougoslavie socialiste » ou « Seconde Yougoslavie » sont utilisés pour désigner le pays de manière informelle. Pour la période allant de 1945 à 1980, le terme de « Yougoslavie titiste » (Titova Jugoslavija) est également employé.

## Histoire

### Victoire militaire des communistes
Durant la Seconde Guerre mondiale, début 1941, le royaume de Yougoslavie est envahi par les forces de l'Axe et son territoire est démembré. Des gouvernements collaborateurs sont mis en place en Croatie (incluant la Bosnie-Herzégovine) et en Serbie (réduite à son étendue d'avant 1918), tandis que le reste du pays est partagé entre l'Allemagne (Slovénie orientale), l'Italie (Slovénie occidentale, territoires en Dalmatie, Monténégro, Kosovo), la Hongrie (Prékmurie, Baranja, Bačka) et la Bulgarie (Macédoine). Une guerre de résistance acharnée est bientôt menée par les deux mouvements antagonistes monarchiste et communiste dirigés respectivement le représentant du gouvernement yougoslave en exil à Londres Draža Mihailović et par le communiste Josip Broz Tito qui prend le dessus sur son rival. Le Parti communiste yougoslave fonde avec d'autres partis politiques le Front de libération populaire (Jedinstveni narodnooslobodilački front, ou JNOF), lequel se dote en novembre 1942 d'un organisme politique représentatif, le Conseil antifasciste de libération nationale de Yougoslavie (Antifašističko V(ij)eće Narodnog Oslobođenja Jugoslavije ou AVNOJ), qui se proclame parlement du pays.
Du 21 au 29 novembre 1943, l'AVNOJ tient sa deuxième session à Jajce et établit un programme politique, impliquant la création d'un État fédéral yougoslave, la Fédération démocratique de Yougoslavie, et la tenue après la guerre d'un référendum sur la question du maintien ou non de la monarchie. Un gouvernement provisoire, le Comité national de libération de la Yougoslavie (Nacionalni komitet oslobođenja Jugoslavije, ou NKOJ) est créé : Tito, proclamé Maréchal de Yougoslavie, en est le Premier ministre. La conférence de Téhéran, qui se tient au même moment, apporte un avantage décisif aux Partisans, qui, grâce à l'action des Cinq de Cambridge auprès de Winston Churchill et d'Harry Hopkins auprès de Franklin Delano Roosevelt, sont officiellement reconnus par les Alliés comme le seul mouvement de résistance légitime, au détriment des Tchetniks. En juin 1944, le roi Pierre II finit par reconnaître à son tour Tito comme chef légitime de toutes les forces armées yougoslaves : un accord est conclu avec Ivan Šubašić, chef du gouvernement yougoslave en exil, pour former après la guerre un gouvernement de coalition, Šubašić étant ministre des Affaires étrangères. Désormais seuls à recevoir des armes, les Partisans gagnent constamment du terrain ; à l'automne 1944, ils reçoivent l'aide de l'Armée rouge venue de Bulgarie et Roumanie pour libérer Belgrade. Au printemps 1945, les forces de l'Axe et les collaborateurs sont en déroute : Tito forme officiellement son gouvernement le 8 mars. Les derniers combats ont lieu en mai 1945 en Slovénie alors que la Seconde Guerre mondiale prend officiellement fin en Europe. Les troupes de Tito se livrent à de sanglantes purges et, dans les semaines suivant l'entrée des Partisans en Slovénie, Tito réclame que lui soient livrés les Yougoslaves s'étant réfugiés en Carinthie autrichienne. De 12 000 à 15 000 Slovènes (parmi lesquels des membres de la Garde nationale slovène), environ 7 000 Serbes et 150 000 à 200 000 Croates (dont environ 40 000 Oustachis) sont expulsés par les Britanniques vers la Yougoslavie. Du 12 au 16 mai 1945, environ 120 000 personnes sont massacrées par les communistes, y compris des monarchistes et aussi des populations italophones de la côte adriatique. La première année de pouvoir de Tito, après une période de guerre particulièrement violente, se traduit par la répression d'un maximum de 775 000 personnes, dont 260 000 exécutions expéditives. L'OZNA (Bureau de protection du peuple), police politique communiste, a tout pouvoir pour mener une politique de terreur. Certains villages albanais du Kosovo, tenus par la guérilla du Balli Kombëtar partisane du rattachement à la Grande Albanie, sont rasés et leur population massacrée. La répression au Kosovo, où l'état de siège n'est levé qu'en juillet 1945, fait environ 50 000 morts.

### Mise en place du régime

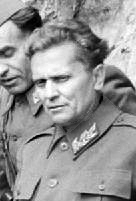
Le maréchal Tito en 1944.

En mai 1945 le front dirigé par les communistes contrôle l'intégralité du territoire yougoslave d'avant-guerre, ainsi que des territoires italiens (Zadar, certaines îles dalmates, Istrie). La Yougoslavie est à nouveau un État pleinement constitué, au sein de laquelle sont proclamés six États « démocratiques » fédérés : du nord au sud la Slovénie (capitale Ljubljana), la Croatie (capitale Zagreb), la Bosnie-Herzégovine (capitale Sarajevo), la Serbie (capitale Belgrade), le Monténégro (capitale Titograd) et la Macédoine (capitale Skopje). La question de la nature du gouvernement demeure cependant ouverte, la monarchie n'étant pas encore abolie et le royaume de Yougoslavie demeurant reconnu, au niveau international, par les Alliés. À la demande du Royaume-Uni, Tito accepte en février de reconnaître l'existence, sur le sol yougoslave, d'un conseil de régence représentant le roi Pierre II, mais le retour du monarque sur le sol yougoslave n'est pas autorisé. Le 7 mars 1945, le conseil de régence proclame un gouvernement d'union nationale sous la présidence de Tito, ce qui constitue sa seule et dernière action publique. C'est sous le seul nom de Yougoslavie, sans aucune mention d'un statut monarchique ou républicain, que le pays signe en juin 1945 la Charte des Nations unies,. De mars à octobre Ivan Šubašić est membre du gouvernement de Tito avant de devoir démissionner et se retirer à Zagreb. Le 11 novembre ont lieu les premières élections d'après-guerre : la coalition dirigée par les communistes a pris le nom de Front populaire (en) (Narodni front, ou NOF). La campagne électorale est accompagnée de pressions de toutes sortes, de menaces physiques contre les candidats adverses, et d'exclusion de citoyens des listes électorales sous prétexte de collaboration durant la guerre. L'opposition se retire officiellement des élections pour protester contre les conditions de campagne, bien qu'en théorie il soit possible de voter l'absence de liste. Le Front populaire remporte finalement une moyenne de 85 % des suffrages dans chaque État fédéré.
Le 29 novembre 1945, l'Assemblée constituante proclame officiellement la république fédérative populaire de Yougoslavie (RFPY), les différents États prenant également le nom officiel de républiques. Le royaume de Yougoslavie est officiellement aboli, bien que le roi, en exil à Londres, refuse d'abdiquer. Le 31 janvier 1946, la constitution de la RFPY est établie et crée les six républiques : l'une d'elles, la Serbie, inclut désormais deux régions autonomes, le Kosovo à majorité albanaise (capitale Pristina) et la Voïvodine à fortes minorités hongroise et roumaine (capitale Novi Sad). Les républiques obtiennent leur autonomie en matière de langue et de personnel administratif, mais le gouvernement central reste tout-puissant sur les plans politique et économique. Ivan Ribar est chef de l'État en tant que président de l'Assemblée populaire, Tito demeurant chef du gouvernement et des armées, et secrétaire général du Parti communiste de Yougoslavie. Le Parti communiste devient parti unique : des élections à candidatures multiples sont organisées, mais sous l'égide du Front populaire de Yougoslavie (Narodna fronta Jugoslavije, plus tard rebaptisé Alliance socialiste du peuple travailleur de Yougoslavie — en serbo-croate Socijalistički savez radnog naroda Jugoslavije), organisation contrôlée par le parti, et qui supervise également les activités syndicales : comme dans les autres pays communistes, tout syndicat indépendant est prohibé.
Le régime suit les résolutions prises par les communistes en temps de guerre et se distingue par une pleine reconnaissance de l'égalité et de la diversité des nationalités yougoslaves, au contraire de l'ancien royaume de Yougoslavie dans lequel le centralisme de la monarchie est dénoncé comme signe de l'« oppression de la bourgeoisie serbe ». Avec la fédéralisation, les Serbes, très dispersés dans le pays sur le plan géographique, se trouvent répartis entre sept des huit entités, soit toute la Yougoslavie sauf la Slovénie. La grande nouveauté est la reconnaissance d'une « nationalité macédonienne » dans une entité que s'étaient naguère disputées la Serbie et la Bulgarie, mais où vivent aussi des macédoniens albanais, turcs ou valaques. Le régime garantit une égalité de droits à tous les peuples, et les dirigeants du régime appartiennent eux-mêmes à diverses nationalités, mais à un seul parti. Les statistiques de la République fédérative socialiste de Yougoslavie suivent des critères différents de ceux des linguistes et des démographes internationaux, car ils visent à justifier l'organisation fédérale du pays. Il en est ainsi de la définition d'une nationalité (narodni) monténégrine différente de la serbe alors que les uns comme les autres parlent la même variante de serbo-croate et pratiquent le même christianisme orthodoxe, ou macédonienne différente de la bulgare alors que les uns comme les autres sont bulgarophones et orthodoxes, ou encore « serbe de langue romane » différente de la roumaine alors que les uns comme les autres sont roumanophones et orthodoxes. Ces catégorisations, toujours en place dans les Instituts de statistique des états héritiers de la Yougolavie, exprimaient la volonté politique du parti communiste de justifier l'autonomie du Monténégro au sein de la Yougoslavie, l'appartenance de la Macédoine à cette même Yougoslavie, et dans le cas des Roumains, l'accord de reconnaissance réciproque des minorités avec la Roumanie portant uniquement sur les populations de Voïvodine et du Banat, mais pas sur celles des Portes de Fer de part et d'autre du Danube. Enfin, la définition tardive d'une « nationalité musulmane » (sur critère religieux, dans un État communiste officiellement athée) concernait seulement les serbocroates musulmans de Bosnie-Herzégovine mais pas ceux de Serbie ni du Monténégro : ces derniers, surnommés goranes ou sandjakis, n'apparaissaient initialement pas dans les statistiques. Cette situation a alourdi les frustrations identitaires et attisé les tensions nationalistes. 
Ainsi, les Albanais de Yougoslavie n'ont que le statut de « minorité », tandis que les Monténégrins et les Macédoniens, pourtant moins nombreux, ont le statut de « peuples ». La question albanaise en Yougoslavie a été tranchée par un vote de la population du Kosovo qui choisit en août 1945, au cours d'un scrutin marqué par une campagne de terreur envers les électeurs, son rattachement à la Serbie plutôt qu'à l'Albanie. Le serbo-croate basé sur le standard chtokavien est considéré comme langue fédérale, entraînant avec le temps une insatisfaction de la part des locuteurs d'autres langues ou variantes, mécontents de voir niées leurs spécificités culturelles et linguistiques.

### Politique extérieure et intérieure
La Yougoslavie titiste est alors alliée à l'URSS dirigée par Joseph Staline ; le pays intègre le Kominform et poursuit une politique étrangère agressive, revendiquant l'annexion de la totalité de la Marche julienne et de la Carinthie. En 1947, le traité de Paris permet à la Yougoslavie d'intégrer l'Istrie, mais laisse en suspens la question de Trieste : le Territoire libre de Trieste est constitué en attendant un règlement du problème. Tito adopte une attitude intransigeante et émet une condamnation du Parti communiste italien et du Parti communiste français pour leur participation aux gouvernements « bourgeois » de leurs pays. La Yougoslavie apporte également son assistance aux communistes du KKE au cours de la guerre civile grecque. Le principal voisin communiste de la Yougoslavie est la république populaire d'Albanie, dirigée par Enver Hoxha : les deux pays signent un traité d'amitié et de coopération ; l'Albanie apparaît dans l'immédiat après-guerre comme un satellite politique de la Yougoslavie.
Sur le plan intérieur, une politique d'intimidation ou de répression des opposants est mise en pratique. Les cinq premières années d'existence de l'État communiste yougoslave voient se développer la répression contre les opposants (Églises, mouvements nationalistes, tant croates que serbes) et les confessions religieuses (orthodoxes, catholiques, musulmans). Alojzije Stepinac, archevêque de Zagreb, est condamné aux travaux forcés sur l'accusation, fortement contestée, de collaboration avec les Oustachis. L'Église catholique croate est largement accusée de collaboration avec le régime de l'État indépendant de Croatie et des centaines de prêtres sont exécutés en 1945. Le chef des Tchetniks, Draža Mihailović, est condamné à mort et exécuté.
L'industrie est nationalisée, de même que les propriétés agricoles excédant 45 hectares. Les paysans sont invités à se regrouper dans des communautés agricoles (Zadruga) bâties sur le modèle des kolkhozes. Tito lance également un ambitieux programme d'industrialisation et de modernisation du pays. Un plan quinquennal, mené de 1947 à 1951, permet la reconstruction des infrastructures détruites par la guerre. L'aide soviétique s'avère déterminante ; deux sociétés de transport mixtes soviéto-yougoslaves sont constituées. Elles participent cependant d'une tentative, de la part de l'URSS, d'affermir son influence sur le pays.
Confrontée à la destruction massive de ses infrastructures urbaines et rurales pendant la Seconde Guerre mondiale, la Yougoslavie a adopté un programme de modernisation rapide. Un programme massif de construction de logements est progressivement mis en place. À partir de la fin des années 1950, la politique de construction de logements se fonde sur le système IMS Žeželj, conçu autour de critères de qualité associés dans les autres pays à l'immobilier de luxe. Les immeubles de Belgrade étaient réputés pour cultiver la diversité socio-économique de leurs résidents - un professeur d'université pouvait vivre à côté d'ouvriers d'usine. Le système IMS Žeželj permis ainsi d'atténuer les différences de classe tout en offrant des conditions de vie généreuses.
Le régime se signale par la mise en place autour de Tito d'un culte de la personnalité, utilisant le prestige des années de résistance et de la victoire militaire face aux occupants. Les rues, avenues, lieux publics et même localités rebaptisés en son nom se multiplient : en 1945, Korenica est rebaptisée Titova Korenica ; en 1946, Podgorica devient Titograd, Veles Titov Veles, tandis qu'Užice prend le nom de Titovo Užice.

### Rupture avec l'URSS
À la fin des années 1940, un conflit de pouvoir éclate entre Tito et Staline. Le dirigeant yougoslave tente, par ses contacts avec les PC bulgares et albanais au sein d'une Fédération balkanique, de fonder une union régionale qui contrarie les projets des Soviétiques. Ces derniers visent, par le biais de leurs agents sur place, à placer le régime yougoslave sous tutelle : Tito résiste cependant à ces pressions et évite la mainmise soviétique. En 1948, Staline décide de se débarrasser de Tito : le 28 juin, le Kominform émet une condamnation du Parti communiste de Yougoslavie et appelle « les forces saines du PCY à imposer une nouvelle ligne politique à la direction ». La Yougoslavie est chassée du Kominform, et le traité d'alliance soviéto-yougoslave est dénoncé par Moscou. Tito tient bon et, loin d'être renversé par les staliniens du parti yougoslave, soumet ces derniers à des purges : les cadres communistes « kominformiens » ou dénoncés comme tels sont réprimés et, pour partie, envoyés dans le camp de concentration de l'île de Goli Otok, au nord de l'Adriatique. Le Titisme séduit alors des jeunes des pays occidentaux, qui participent bénévolement aux brigades de travail en Yougoslavie. Mais dans tous les pays du bloc de l'Est, la répression du « titisme », dénoncé comme une déviation nationaliste, est le prétexte à des purges internes aux partis communistes. La Yougoslavie perd également son allié albanais, Enver Hoxha préférant s'aligner sur l'URSS.

### Évolution politique du régime
Outre les conséquences internes au camp communiste, la rupture entre Tito et Staline amène un infléchissement notable de la politique yougoslave : Tito reçoit rapidement une aide financière de la part des États-Unis qui, pour la seule décennie 1950-60, s'élève à 2,4 milliards de dollars. La Yougoslavie cesse son aide aux insurgés communistes grecs. La question du Territoire libre de Trieste est réglée pacifiquement en 1954, avec sa division entre l'Italie et la Yougoslavie. À la suite du traité d'Osimo, la zone B de 515,5 km2 du territoire de Trieste, déjà occupée par l'Armée populaire yougoslave, intègre la RFPY.
Après la purge des cadres staliniens en 1948, le régime n'en demeure pas moins autoritaire : jusqu'aux années 1980, de nouvelles purges de cadres communistes auront lieu, comme celle de Milovan Dijlas, un temps considéré comme le dauphin de Tito, et finalement destitué pour « tendances anarcho-libérales », avant d'être emprisonné en 1956 pour son soutien à l'insurrection de Budapest. Néanmoins, à compter des années 1950, le régime titiste se fait moins répressif : la terreur politique disparaît peu à peu, les frontières sont ouvertes et une relative liberté d'expression se fait jour, bien que le rôle dirigeant du parti ne soit pas remis en cause. Le Parti adopte un fonctionnement de plus en plus décentralisé, prenant en 1952 le nom de Ligue des communistes de Yougoslavie, en tant que fédération des partis communistes locaux. Le 14 janvier 1953, Tito devient chef de l'État et prend le titre nouvellement créé de président de la République. Il cumule ces fonctions avec celles de chef du gouvernement.
La mort de Staline en 1953 entraîne une évolution des rapports entre la Yougoslavie et l'URSS : en mai 1955, Nikita Khrouchtchev et Nikolaï Boulganine se rendent en voyage officiel à Belgrade, Tito ayant la satisfaction de voir l'URSS reconnaître ses torts à l'égard de la Yougoslavie.

#### Neutralité internationale
N'étant membre ni du pacte de Varsovie ni de l’OTAN, la Yougoslavie affiche sur le plan international une politique de neutralité. En 1954, Tito rend visite à Jawaharlal Nehru et noue des contacts avec d'autres dirigeants d'Afrique et d'Asie. Encouragé en 1955 par la conférence de Bandung, Tito lance en 1956 à Brioni la première conférence des pays non-alignés ; avec Nehru et Gamal Abdel Nasser, Tito fonde le Mouvement des non-alignés.
La Yougoslavie apporte une aide majeure aux mouvements anticolonialistes dans le tiers-monde. La délégation yougoslave est la première à porter les revendications du Front de libération nationale algérien aux Nations unies. En janvier 1958, la marine française arraisonne le cargo Slovenija au large d'Oran dont les cales sont remplies d'armes pour les insurgés. Le diplomate Danilo Milic explique à ce sujet que « Tito et le noyau dirigeant de la Ligue des communistes de Yougoslavie voyaient véritablement dans les luttes de libération du tiers-monde une réplique de leur propre combat contre les occupants fascistes. Ils vibraient au rythme des avancées ou des reculs du FLN ou du Vietcong ».
Des milliers de coopérants yougoslaves se rendent en Guinée après sa décolonisation et alors que le gouvernement français tentait de déstabiliser ce pays. Tito apporte également son aide aux mouvements de libérations des colonies portugaises. Il voit dans l'assassinat de Patrice Lumumba, en 1961, le « plus grand crime de l'histoire contemporaine ». Les écoles militaires du pays accueillent des militants du SWAPO (Namibie) et du Congrès panafricain d'Azanie (Afrique du Sud). En revanche, ses relations sont plus distantes avec l'ANC, plus proche de l'Union soviétique. En 1980, les services secrets de l'Afrique du Sud et de l'Argentine prévoient de faire débarquer 1 500 guérilleros anticommunistes en Yougoslavie. L'opération vise à aboutir au renversement de Tito et est prévue pendant la période des Jeux olympiques afin que les Soviétiques soient trop occupés pour réagir. L’opération est finalement abandonnée en raison de la mort de Tito et alors que les forces armées yougoslaves ont relevé leur niveau d'alerte.

#### Autogestion économique
Sur le plan économique, la Yougoslavie met progressivement en place, à partir de 1950, un système baptisé du nom d'autogestion, s'opposant à l'étatisation soviétique. La gestion des entreprises, non par l'État ou par un propriétaire privé, mais par leurs employés, signifie une plus grande autonomie dans tous les domaines et à tous les niveaux. Des conseils ouvriers, élus par les travailleurs, sont responsables de la gestion des entreprises. Les conseils ne peuvent cependant prendre de décision que lors de sessions convoquées par leurs présidents. L'autogestion est appliquée dans tous les domaines, y compris les ateliers et les associations de locataires. L'État fédéral yougoslave, en tant que tel, ne possède aucune entreprise, celles-ci pouvant par contre être créées par les communes ou les républiques qui constituent la fédération. Le système d'autogestion se veut en effet fondé sur la mise de l'économie entre les mains des producteurs directs, excluant ainsi la formation d'une classe des bureaucrates comme dans les autres régimes communistes.
On peut différencier trois phases dans la Yougoslavie de Tito :
- la première phase (1950-1965) est celle qui a connu les plus fortes croissances économiques. L'autogestion se confrontait à une planification dont les critères et choix échappaient aux travailleurs. Le plan était pourtant assoupli, concentré sur les grandes priorités, et basé sur des fonds d’investissement sortant du budget de l’État ;
- la deuxième phase (1965-1971) est la seule qui puisse être qualifiée de « socialisme de marché », celle-ci démantèle toute planification au profit d’une augmentation du pouvoir des banques et d’une mise en concurrence des entreprises sur le marché, cette période fut également caractérisée par la montée des pouvoirs technocrates. Les réformes provoquèrent des tensions avec la gauche marxiste et des problèmes économiques et sociaux comme la montée du chômage, de l'inflation et des inégalités salariales et régionales, donc des nationalismes, ce qui aboutit à une contre-réforme ;
- la troisième phase avant la crise et les privatisations des années 1980 et 1990 (1971-1980) marqua plus ou moins un arrêt au « socialisme de marché », on limitait le marché par des formes de planification contractuelle avec la resocialisation des banques, subordonné aux entreprises autogérées et le démantèlement de la technocratie.

L'économie yougoslave obtient de bons résultats et se traduit par une augmentation notable du pouvoir d'achat des citoyens. La Yougoslavie bénéficie alors d'un niveau de vie remarquable par rapport aux pays communistes du bloc de l'Est et même certains pays occidentaux comme la Grèce ou le Portugal. Dans les faits, cependant, l'autogestion reste partiellement fictive : l'élection par les travailleurs des dirigeants d'entreprises reste du domaine théorique, ces derniers étant, dans les faits, désignés par le Parti. En l'absence de responsabilité financière des décideurs, le souci de rentabilité demeure secondaire, et des ressources sont gaspillées en réalisations de prestige. La mise en œuvre concrète de l'autogestion contribue en outre à réveiller des antagonismes entre nationalités, et des protestations au niveau régional contre le « dirigisme de Belgrade ». Les organes centraux du gouvernement ne sont cependant pas affectés par l'autogestion et le pays voit se constituer une classe dirigeante communiste qui suscite des critiques au sein du Parti : Milovan Djilas, l'un des proches compagnons de Tito, est arrêté en 1957 pour avoir dénoncé l'enrichissement de l'appareil politique.
À partir de 1965, l'autogestion prend une nouvelle ampleur, le principe de rentabilité étant introduit aussi bien dans le secteur agricole que dans le secteur industriel. Le commerce extérieur avec l'Occident, notamment avec l'Allemagne de l'Ouest, se développe, tout comme les investissements, comme l'assemblage d'automobiles (Renault à Novo Mesto et Volkswagen AG à Sarajevo, à partir de 1972). L'industrie du spectacle occidentale est également concernée, et les décors naturels yougoslaves servent au tournage d'un certain nombre de films étrangers ; les coproductions cinématographiques avec les pays occidentaux se développent. La Yougoslavie, où le marxisme-léninisme demeure une matière obligatoire à l'université — malgré la protestation croissante des étudiants contre son maintien — est de plus en plus distincte des autres pays se réclamant du communisme. Mais le système connaît également des abus, et génère notamment des inégalités croissantes de revenus.
Entre 1952 et la fin des années 1970, la croissance moyenne du PIB en Yougoslavie a été d'environ 6 %, supérieure à celle de l'Union soviétique ou des pays d'Europe de l'Ouest.

### Réformes politiques
Le 7 avril 1963, le pays adopte une nouvelle constitution, et prend le nouveau nom officiel de « république fédérative socialiste de Yougoslavie » (SFRJ). La constitution renforce la décentralisation du pays en formant la Chambre des nationalités, assemblée fédérale représentant les six républiques et les deux provinces autonomes. Quatre Chambres spécialisées (Organisation politique, Affaires économiques, Sécurité sociale, Santé publique, Éducation et Affaires culturelles) prennent en main les affaires intérieures. Enfin, à l'exception de Tito lui-même, les dirigeants sont soumis à un principe de rotation, ne pouvant plus exercer plus de deux mandats consécutifs. La décentralisation a cependant pour effet d'affaiblir progressivement le pouvoir central. Toujours dans les années 1960, l'autorisation pour les Yougoslaves d'émigrer à leur guise permet de limiter le chômage et de maximiser les effets de la croissance économique.
En 1966, un conflit politique éclate au sein du parti entre les partisans d'une plus grande décentralisation et la faction du vice-président Aleksandar Ranković, représentant de l'aile communiste conservatrice. Les libéraux décentralisateurs, menés notamment par Edvard Kardelj, Vladimir Bakarić (en) et Petar Stambolić, obtiennent finalement le soutien de Tito, qui démet Ranković de ses fonctions.

#### Contestations et nouvelles réformes

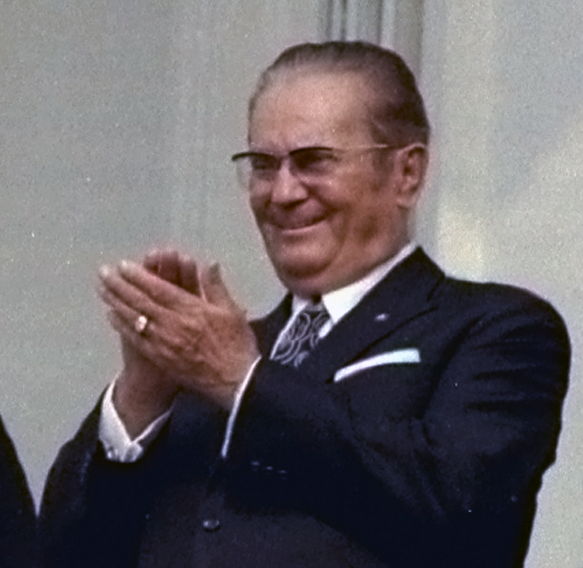
Tito en 1971.

En 1968, la Yougoslavie connaît, notamment à Belgrade, des protestations étudiantes contre les effets négatifs des réformes économiques. Tito semble soutenir les étudiants dans un discours télévisé, avant de sanctionner les soutiens des contestataires, qui sont exclus du Parti. En 1971, des cadres de la Ligue des communistes de Croatie s'allient à des nationalistes locaux pour mener une campagne de revendication, connue sous le nom de Printemps croate, pour une plus grande autonomie de la Croatie. Après avoir fait arrêter un grand nombre d'activistes croates, le gouvernement décide d'accéder à une partie de leurs demandes en accentuant les réformes.
En 1974, un nouvel amendement de la constitution donne à Tito le titre de Président à vie ; la réforme constitutionnelle poursuit également la décentralisation en détachant de la Serbie les régions autonomes du Kosovo et de la Voïvodine, qui acquièrent une représentation nationale et fédérale. L'exécutif s'oriente vers un fonctionnement collégial. Les républiques obtiennent notamment le droit de sécession. Tito, désormais octogénaire, demeure par son autorité personnelle le garant de l'unité politique du pays.
En 1979, la situation économique yougoslave s'aggrave notablement : le pays, qui avait jusque-là connu un taux de croissance annuel de 6 %, soit plus que l'Espagne, le Portugal et la Grèce, est touché par les conséquences du deuxième choc pétrolier. La courbe de croissance s'inverse et le poids de la dette extérieure devient écrasant. Le niveau de vie se détériore de manière brutale.

### L'après-Tito

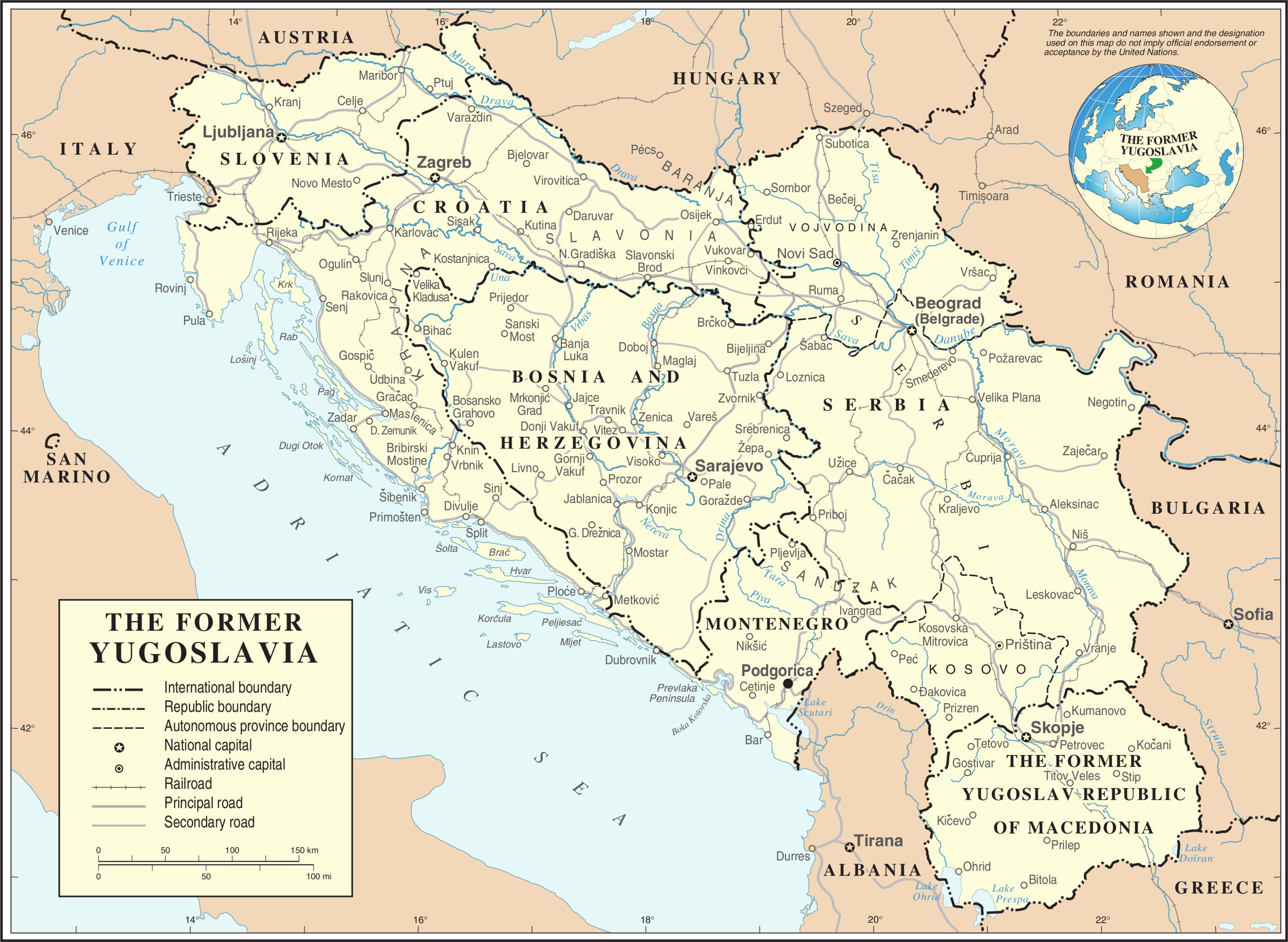
Carte de la république fédérative socialiste de Yougoslavie.

En janvier 1980, Tito, âgé de 87 ans et gravement malade, est hospitalisé. Il meurt le 4 mai 1980 après une longue agonie. Après son décès, le poste de Chef de l'État est assuré selon un système de présidence tournante : les dirigeants de chaque république assument à tour de rôle, en se succédant chaque année, le poste de président de la présidence de la République. La Ligue des communistes de Yougoslavie, dont Tito était demeuré le chef jusqu'au bout, adopte le même mode de fonctionnement décentralisé. La Yougoslavie n'a plus de pouvoir exécutif central fort ; les difficultés économiques persistent, la décentralisation et l'autogestion contribuant à ralentir les prises de décisions. Les tensions entre les différentes nations de la république s’accroissent : en 1981, de graves émeutes éclatent au Kosovo, les Albanais réclamant pour leur province un statut de république. La situation économique continue de s'aggraver : à la fin des années 1980, la dette extérieure atteint 20 milliards de dollars et l'inflation avoisine 200 %, tandis que le pouvoir d'achat a diminué de moitié. En février 1989, l'économie du pays est paralysée par une grève générale.

#### Conflit des nationalités

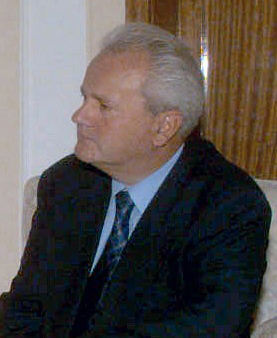
Slobodan Milošević.

En 1986, le nationaliste Slobodan Milošević devient chef de la Ligue des communistes de Serbie et se lance dans une critique virulente de la « bureaucratie » et du système politique, appelant à une « réforme sociale ». Il déplore le sort fait aux populations serbes du Kosovo où des rassemblements anti-albanais ont lieu en 1987 et 1988. L'appareil communiste serbe et kosovar sont « purgés » par les partisans de Milošević. Les Serbes manifestent également en Croatie et en Bosnie-Herzégovine, tandis que le parlement serbe vote la fin de l'autonomie du Kosovo et de la Voïvodine au sein de la République serbe. En Slovénie, les appels à la démocratisation se multiplient en 1988, nullement réprimés par l'appareil communiste local. En décembre 1989, le parlement slovène légalise les partis politiques ; la Croatie s'engage vers la même voie et vote le multipartisme en janvier 1990. Pendant cette période, les dirigeants serbes affirment être des garants de l'unité yougoslave, du socialisme et des droits du peuple serbe, tandis que les autres se proclament démocrates, pluralistes et pro-européens.

#### Premières élections libres

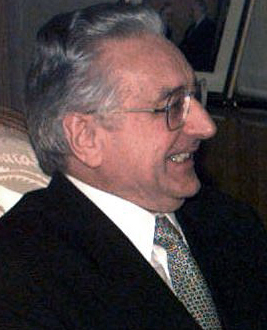
Franjo Tuđman.

Le 20 janvier 1990, la Ligue des communistes de Yougoslavie se réunit à Belgrade et annonce « la fin du socialisme autoritaire » ainsi que le passage à une économie mixte. Devant les désaccords entre les différents partis communistes, le congrès est finalement ajourné sine die trois jours plus tard. Le parti cesse dans les faits d'exister au niveau fédéral. En avril 1990, la Slovénie organise des élections libres : l'opposition remporte une victoire massive, les communistes ne recueillant que 17 % des suffrages. Le même mois, la Croatie vote également, l'Union démocratique croate de Franjo Tuđman remportant la victoire. Dès septembre, les Serbes de Croatie commencent à multiplier les protestations publiques. En Serbie, les communistes fusionnent en juillet avec l'Alliance socialiste pour devenir le Parti socialiste de Serbie, qui remporte les élections de décembre, boycottées par les Albanais, tandis que Slobodan Milošević est élu au suffrage universel président de la république socialiste de Serbie. Au Monténégro, proche allié de la Serbie, le président sortant Momir Bulatović est réélu avec 77 % des voix au second tour. En Bosnie-Herzégovine, les élections se tiennent du 10 novembre au 9 décembre ; le Parti d'action démocratique, fondé en mai par Alija Izetbegović et représentant les Musulmans, remporte la majorité. En Macédoine, les réformistes, alliés aux communistes, remportent le plus grand nombre de sièges, mais pas la majorité absolue : le VMRO, nationaliste, devient le parti le plus important.

#### Éclatement de la fédération
La Yougoslavie a encore un gouvernement fédéral, dirigé par Ante Marković. Mais ce dernier, saboté selon ses dires par Milošević et Tuđman, démissionnera dès le mois de décembre 1991. L'armée fédérale, majoritairement composée de Serbes, participera à la déroute finale du gouvernement de Marković en s'alignant aux côtés de Milošević.
Le 25 juin 1991, les républiques de Croatie et de Slovénie proclament leur indépendance ; l'armée populaire yougoslave prend position aux frontières des deux États, mais une médiation de la Communauté européenne aboutit à un retrait de la frontière slovène. Des combats éclatent par contre dans les régions serbes de Croatie. La Macédoine proclame son indépendance en octobre. La Serbie et le Monténégro dominent dans les faits le pouvoir fédéral, déserté par les autres nationalités. En janvier 1992, alors qu'un cessez-le-feu croato-serbe a été conclu, la CEE et les États-Unis reconnaissent l'indépendance de la Slovénie et de la Croatie. L'ONU déploie une force d'interposition. En avril 1992, la communauté internationale reconnaît l'indépendance de la Bosnie-Herzégovine. La Yougoslavie n'est plus constituée dans les faits que par la Serbie et le Monténégro. Le 27 avril 1992, les deux États proclament la constitution d'une nouvelle entité, la république fédérale de Yougoslavie, qui abandonne toute référence au « socialisme ». La résolution 777 du Conseil de sécurité (en date du 19 septembre 1992) a déclaré que l'État autrefois connu comme la république fédérative socialiste de Yougoslavie avait cessé d'exister et que la république fédérale de Yougoslavie (composée de la Serbie et du Monténégro) ne pouvait pas succéder automatiquement à l'ancienne RFSY au sein des Nations unies.
Après de longues années de guerres civiles, la Yougoslavie cesse totalement d'exister en 2003 pour devenir la Communauté d'États Serbie-et-Monténégro, qui se séparera à son tour le 3 juin 2006 après la proclamation de l'indépendance du Monténégro, à la suite d'un référendum.
Un sentiment de « yougo-nostalgie » s'est développé rapidement après la chute du pays. De nos jours, la plupart des personnes ayant vécu dans le pays sont nostalgiques de la stabilité sociale, de la possibilité de voyager librement, du niveau d'éducation et du système de protection sociale qui existaient en Yougoslavie.

#### Régime yougoslave sous la Constitution de 1963

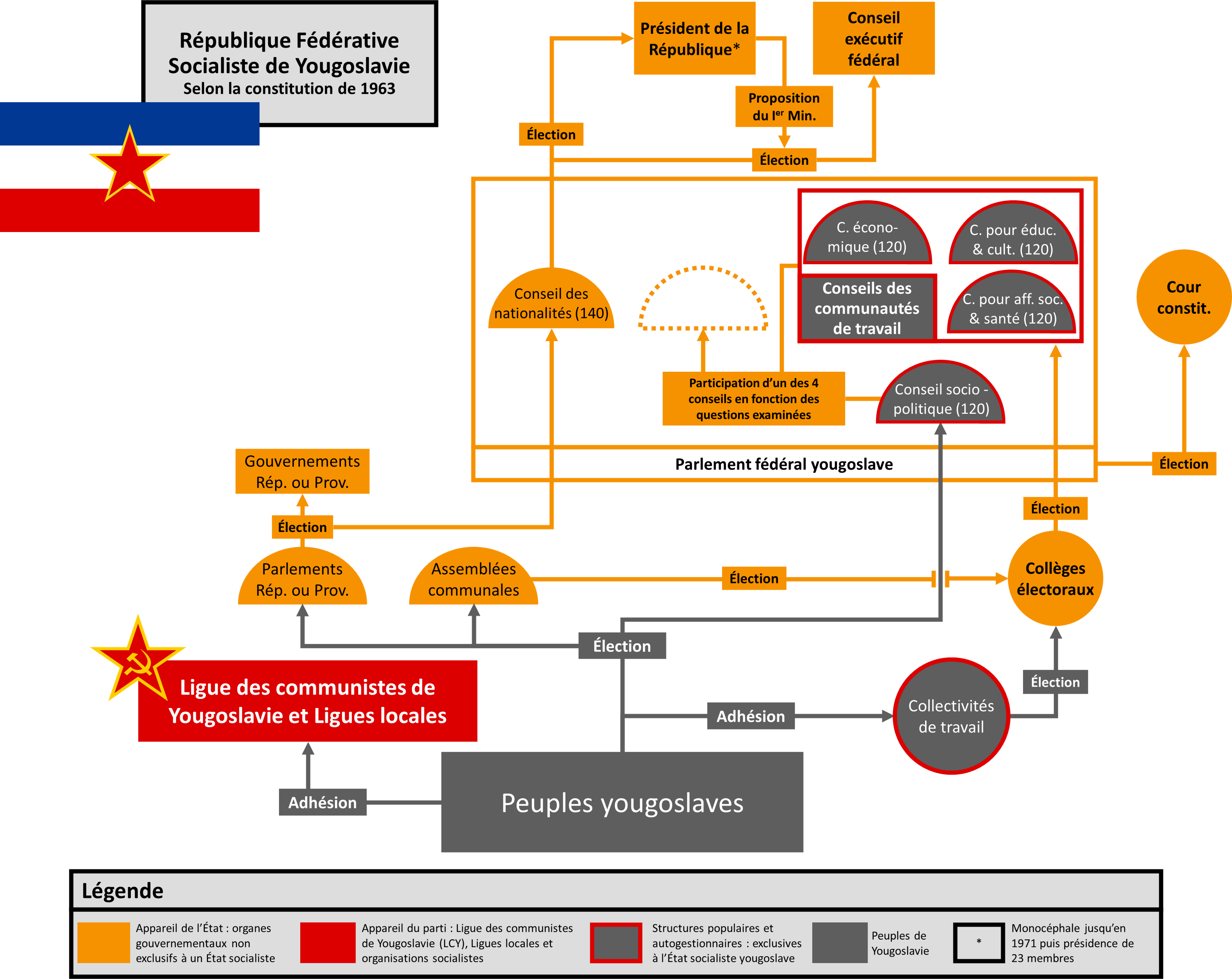
Système politique de la Yougoslavie selon la Constitution de 1963

## Politique

### Constitutions et organisation politique

#### Régime yougoslave sous la Constitution de 1974

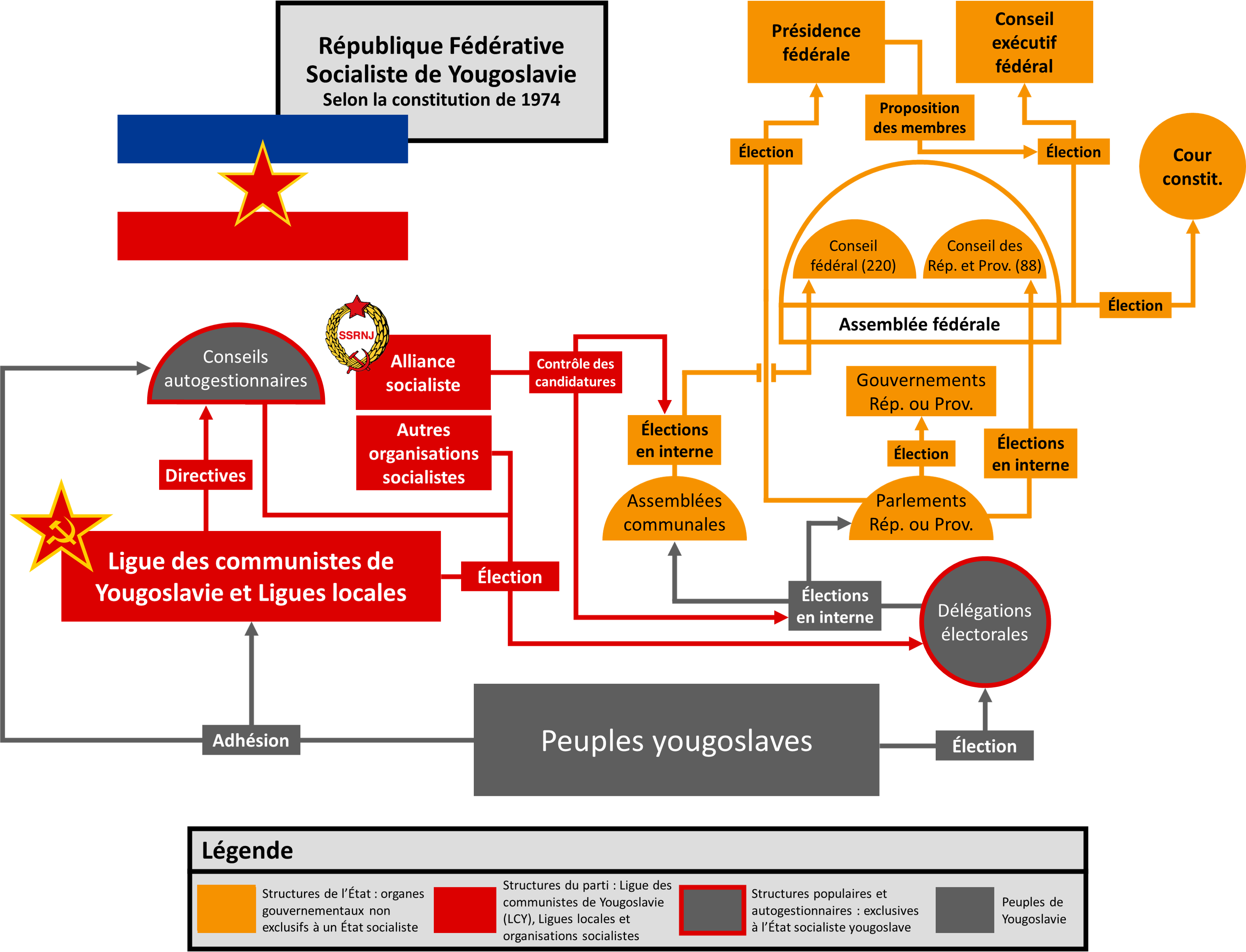
Système politique de la Yougoslavie selon la Constitution de 1974 (pour un schéma simplifié, voir : Schéma simplifié sur Wikimédia).

En 1974, la Yougoslavie est réformée par une troisième constitution (en) (après celles de 1946 et 1963 (en)). Cette constitution compose majoritairement les règles du jeu politique pendant près de deux décennies. Cette très longue constitution, de 406 articles (plus 10 « Principes fondamentaux »), ancre à nouveau le communisme dans l’État à travers un parti unique, la Ligue des communistes de Yougoslavie (LCY), bien que celle-ci soit strictement séparée de l’État (à l’inverse de ce qui se fait en URSS). Aussi, chaque sujet de la fédération, six républiques (Slovénie, Croatie, Bosnie-Herzégovine, Serbie, Monténégro et Macédoine) et deux provinces autonomes (parfois appelées « régions autonomes ») dans la République socialiste (RS) de Serbie (Voïvodine et Kosovo), qui sont en fait des « quasi-républiques », est compétent dans sa gestion économique nationale et a même la possibilité d’emprunter sur les marchés financiers. Ces entités sont enfin dotées d’armées territoriales en plus de l’armée fédérale. Chaque sujet est doté d’une constitution (même les provinces autonomes), d’un gouvernement et d’un parlement national. Enfin, chapeautant cet ensemble de « presque États souverains », l’État fédéral agit en clef de voûte. Siègent ainsi à Belgrade, capitale fédérale et capitale serbe, le parlement de la fédération et son gouvernement. Le premier est l’Assemblée fédérale. Bicamérale, elle se décompose en un Conseil fédéral de 220 députés élus par des assemblées locales (30 par république et 20 par province autonome) et un Conseil des Républiques et Provinces autonomes de 88 députés élus par les parlements nationaux (12 par république et 8 par province autonome). Les votes de ces conseils s’effectuent par délégations, de sorte que chaque sujet fédéré a finalement une voix par conseil et que chaque vote s’effectue à l’unanimité. Aussi ce parlement fédéral élit le gouvernement de la fédération qui est responsable devant celui-ci. Enfin, tout au sommet de l’État se trouve la présidence fédérale (parfois appelée « Présidium »). Celle-ci se compose de neuf membres, un par membre de la fédération plus le président de la LCY. Stabilisant le jeu yougoslave, Tito est appelé à être président à vie et une présidence collégiale se met en place après sa mort, où les postes de président et vice-président sont attribués selon une rigide rotation (un an pour chaque membre de la présidence). Les huit des neuf membres de la présidence sont élus par les assemblées des sujets fédérés, tandis que le dernier est élu au sein de la LCY.
Les jeux qui font le système s’illustrent particulièrement bien lorsque celui-ci entre en crise. Deux évènements le montrent. Le premier illustre parfaitement le « malaise politique et institutionnel » pour reprendre les mots de Stefano Bianchini quand il évoque l’essai de Jovan Miric, Le Système et la Crise (1984). L’auteur provoque alors l’ire des orthodoxes de la Ligue pour avoir proposé, provocateur, de réduire l’assemblée fédérale à huit membres, un par sujet constitutif : quel but y a-t-il à avoir près de trois cents députés pour des votes réalisés par délégations nationales et au consensus ? Le second, le cas serbe. La RS de Serbie joue à la fin de la décennie avec les règles du jeu institutionnel au point de le fausser complètement. Ainsi en juin 1990, le gouvernement serbe suspend l’autonomie constitutionnelle du Kosovo et ajourne tous ses organes gouvernementaux pour lutter contre les nationalistes kosovars. Pour des motifs similaires, l’autonomie du Voïvodine est également suspendue. De la sorte, la RS de Serbie vient de tripler son poids dans les institutions fédérales en étant capable d’aligner trois des huit ou neuf voix de chaque instance, court-circuitant le fragile équilibre institutionnel qui subsiste encore. Les Serbes, qui composent alors environ 36 % de la population (en 1981) de la Fédération, détiennent « enfin » un pouvoir proportionnel à leur population, mettant ainsi en position de minorité tous les autres groupes ethniques. À tout l’assemblage étatique s’ajoute une énième strate dans la répartition et la division des pouvoirs : le système autogestionnaire. Caractéristique du communisme yougoslave, il est finalement un frein à la réforme du système économique et productif et participe à tirer le pays dans la crise .

### Entités constitutives
L'État était divisé en six républiques socialistes et deux provinces autonomes rattachées à la république socialiste de Serbie. La capitale fédérale était Belgrade. Les républiques et provinces étaient :
| Nom | Capitale                      | Drapeau | Blason | Localisation |
| --- | ----------------------------- | ------- | ------ | ------------ |
| République socialiste de Bosnie-Herzégovine                                                                      | Sarajevo                      |         |        |              |
| République socialiste de Croatie                                                                                 | Zagreb                        |         |        |              |
| République socialiste de Macédoine                                                                               | Skopje                        |         |        |              |
| République socialiste du Monténégro                                                                              | Titograd (actuelle Podgorica) |         |        |              |
| République socialiste de Serbie Province autonome socialiste du Kosovo Province autonome socialiste de Voïvodine | Belgrade Pristina Novi Sad    |         |        |              |
| République socialiste de Slovénie                                                                                | Ljubljana                     |         |        |              |

### Présidents de la république fédérative socialiste de Yougoslavie
Le premier président de la Yougoslavie communiste est Ivan Ribar et le Premier ministre Josip Broz Tito. En 1953, Josip Broz Tito est élu à la présidence. Tito reste président de l'État yougoslave jusqu'à sa mort le 4 mai 1980.

## Économie
Jusque dans les années 1950, la Yougoslavie disposait d'une économie planifiée. À la suite de sa rupture avec le bloc de l'Est et son non-alignement sous Josip Broz Tito, dans le cadre de la guerre froide, le pays cherche à se démarquer des pays socialistes sous influence soviétique en adoptant une économie basée sur l'autogestion.
Entre 1952 et la fin des années 1970, la croissance moyenne du PIB en Yougoslavie a été d'environ 6 %, supérieure à celle de l'Union soviétique ou des pays d'Europe de l'Ouest.
En 1989, le taux de chômage était estimé à 5 % et le PIB par habitant à 5 464 $ (pour un PNB égal à 129,5 milliards de dollars).

## Géographie
Dans le sens des aiguilles d'une montre, la Yougoslavie possède en tout des frontières communes avec l'Italie, l'Autriche, la Hongrie, la Roumanie, la Bulgarie, la Grèce et l'Albanie.

Carte topographique de la RFS de Yougoslavie.

## Démographie

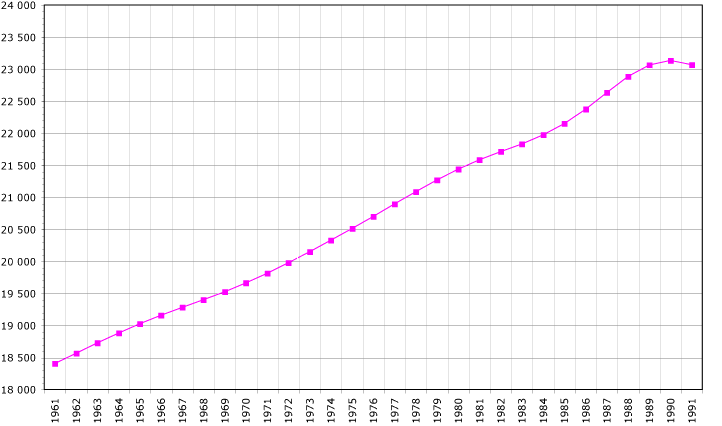
Évolution de la démographie entre 1961 et 1991 (chiffre de la FAO, 2005). Population en milliers d'habitants.

En 1990, le pays comptait 23,3 millions d'habitants dont :
- 36 % de Serbes ;
- 20 % de Croates ;
- 9 % de Musulmans ;
- 8 % de Slovènes ;
- 8 % d'Albanais ;
- 6 % de Macédoniens ;
- 13 % d'autres nationalités.

La population était répartie dans les divisions administratives de la façon suivante :
- Serbie : 10 millions d'habitants.
  - 66 % de Serbes,
  - 17 % d'Albanais,
  - 4 % de Hongrois,
  - 2 % de Musulmans,
  - 2 % de Croates.
- Bosnie-Herzégovine : 4,7 millions d'habitants.
  - 43 % de Musulmans,
  - 31 % de Serbes,
  - 17 % de Croates.
- Croatie : 4,7 millions d'habitants.
  - 75 % de Croates,
  - 13 % de Serbes.
- Macédoine : 2,1 millions d'habitants.
  - 67 % de Macédoniens,
  - 20 % d'Albanais,
  - 4 % de Turcs,
  - 2 % de Serbes,
  - 2 % de Musulmans,
  - 2 % de Tsiganes.
- Slovénie : 2 millions d'habitants.
  - 90 % de Slovènes,
  - 2 % de Croates,
  - 2 % de Serbes.
- Monténégro : 630 000 habitants.
  - 66 % de Monténégrins,
  - 12 % de Musulmans,
  - 7 % d'Albanais,
  - 3 % de Serbes.

## Sports
La république fédérative socialiste de Yougoslavie a vécu une forte communion autour du sport, notamment dans le football et le basket.
Elle a remporté trois championnats du monde de basket-ball en 1970, 1978 et 1990, ce qui, ajoutés aux deux nouveaux titres de la Serbie-et-Monténégro en 1998 et 2002, constitue un record international. Plusieurs joueurs notoires ont composé l’équipe nationale de basket comme Vlade Divac, Dražen Petrović, Predrag Stojaković, Dino Rađa, Žarko Paspalj, Dejan Bodiroga, Marko Jarić, etc.
En football, l’équipe de l’Étoile rouge de Belgrade gagna la Ligue des champions en 1991, battant l’Olympique de Marseille en finale. Ils remporteront, plus tard cette année-là, la Coupe Intercontinentale en battant Colo-Colo 3 buts à zéro. La Yougoslavie a participé à 12 coupes du monde, où leur meilleure performance fut une 4e place en 1962 (la 3e place de la Croatie en 1998 étant exclue). Ils ont joué deux finales des championnats d'Europe en 1960 puis en 1968, perdant à chaque fois respectivement contre l’URSS et l’Italie. La Yougoslavie a contribué à l'émergence de certains des meilleurs joueurs du monde comme Dragan Džajić, Bora Kostić, Dragoslav Šekularac, Milan Galić, Dejan Savićević, Darko Pančev, Stjepan Bobek, Robert Prosinečki, Branko Oblak, Vladimir Beara, Safet Sušić, Davor Šuker, Dejan Stanković, Predrag Mijatović, Velibor Vasović, Josip Skoblar, etc.
La Yougoslavie connut le succès en handball en remportant les Championnats du monde féminin et masculin. Veselin Vujovic et Svletana Kitic ont été élus meilleurs joueurs de l’année 1988 de handball.
La Yougoslavie était aussi dominatrice en volley-ball et en water-polo. L’équipe nationale serbe de water-polo détient actuellement le plus de titres dans les Championnats du monde (cinq).
Le tennis est un autre domaine de prédilection des sportifs yougoslaves. Monica Seles a dominé le circuit féminin en gagnant de nombreux titres du Grand Chelem dès son plus jeune âge.
Enfin, Belgrade fut le lieu de grandes fêtes populaires quand Sarajevo fut choisie pour accueillir en 1984 les Jeux olympiques d’hiver.

## Armée
L’industrie de l’armement représentait une part importante du secteur de l’industrie lourde yougoslave, ainsi, avec des exportations d’un montant de 3 milliards de dollars annuels, celle-ci représentait le double des revenus du secteur touristique.
Le complexe militaro-industriel yougoslave pouvait satisfaire tous les besoins en matériels de l’armée yougoslave, elle exportait même environ 30 % de sa production, ce qui la positionnait dans les dix plus grands producteurs mondiaux d’armements. À cette époque, 56 complexes industriels et environ un millier de sous-traitants constituaient l’industrie de l’armement yougoslave ; 44 % des capacités de production étaient en Serbie, 42 % en Bosnie-Herzégovine, 7,5 % en Croatie et le restant dans les autres républiques et régions.

#### Ouvrages
- Stefano Bianchini, La question yougoslave, Casterman, Florence, 1996.
- Marie-Paule Canapa, La Yougoslavie, PUF, « Que sais-je ? », Paris, 1980.
- Jean-Arnault Dérens, Catherine Samary, Les 100 Portes des Conflits Yougoslaves. Éditions de l'Atelier, Ivry-sur-Seine, 2000.
- Paul Garde, Vie et mort de la Yougoslavie, Fayard, 12 janvier 2000, 480 p., broché [détail de l’édition] (ISBN 2213605599 et 978-2213605593).
- Luigi Gatti, Idéologie et déconstruction de l’État : La Yougoslavie communiste : 1941-1991, Thèse de droit spécialité science politique, Bordeaux, 2017.
- François Gossiaux, Pouvoirs ethniques dans les Balkans, PUF, Paris, 2002.
- Alice Krieg-Planque, « Purification ethnique » : Une formule et son histoire, CNRS Éditions, Paris, 2003.
- Catherine Lutard-Tavard, La Yougoslavie de Tito écartelée : 1945-1991, Paris, Éditions L'Harmattan, 2005, 572 p. (ISBN 2-7475-8643-X).
- Serge Métais, Histoire des Albanais, Fayard, 2006.
- Thierry Mudry, Histoire de la Bosnie-Herzégovine : faits et controverses, Ellipses, Paris, 1999.
- Michel Roux, Le Kosovo. Dix clés pour comprendre, La Découverte, Paris, 1999.
- Catherine Samary, La déchirure yougoslave. Questions pour l’Europe, L’Harmattan, Paris, 1994.
- Ernest Weibel, Histoire et géopolitique des Balkans de 1800 à nos jours, Ellipses, Paris, 2002.

#### Articles
- Christophe Chiclet, Catherine Lutard, Robert Philippot, « Yougoslavie », Encyclopædia Universalis [en ligne], consultation avril 2021. URL : http://www.universalis-edu.com/encyclopedie/yougoslavie/.
- Jean-François Gossiaux, « La question nationale. Recensements et conflits ‘’ethniques’’ dans les Balkans », La Pensée, 1993, no. 296, pp. 23‑31.
- Jean-François Gossiaux, « Les sociétés balkaniques et la guerre des mondes », Diasporas, no. 23-24, 2014, pp. 215‑229.
- Miodrag Jovicic, « La nouvelle Constitution yougoslave de 1974. Ses particularités et caractéristiques en tant qu'acte juridique général suprême », Revue internationale de droit comparé, vol. 26, no. 4, 1974, pp. 787‑805.
- Alice Krieg-Planque, « La dénomination comme engagement. Débats dans l'espace public sur le nom des camps découverts en Bosnie », Langage et société, vol. 93, no. 3, 2000, pp. 33‑69.
- Joseph Krulic, « La crise du système politique dans la Yougoslavie des années 1980 », Revue française de science politique, 39ᵉ année, no. 3, 1989, pp. 245‑258.
- Joseph Krulic, « Quel avenir pour la Yougoslavie ? », Esprit, no. 162, 1990, pp. 57‑71.
- Jacques Rupnik, « Risques et limites d'un retour du nationalisme en Serbie », Critique internationale, vol. no. 25, no. 4, 2004, pp. 29‑42.
- Smiljko Sokol, « Le fédéralisme yougoslave : Modèle constitutionnel et réalité politique », Revue internationale de droit comparé, vol. 38, no. 1, 1986, pp. 117‑123.

#### Sources historiques
- François Mitterrand, Interview dans Sud-Ouest sur les réticences de la France à intervenir militairement en Yougoslavie à d'autres fins que l'accompagnement des missions humanitaires et sur sa confiance dans l'action diplomatique conjointe de l'ONU et de l'UEO, 13 août 1992 (URL : https://www.elysee.fr/francois-mitterrand/1992/08/13/interview-de-m-francois-mitterrand-president-de-la-republique-dans-sud-ouest-le-13-aout-1992-sur-les-reticences-de-la-france-a-intervenir-militairement-en-yougoslavie-a-dautres-fins-que-laccompagnement-des-missions-humanitaires-et-sur-sa-confianc).